# Бемекур
Бемекур (фр. Bémécourt) насеље је и општина у северној Француској у региону Горња Нормандија, у департману Ер која припада префектури Евре.
По подацима из 2011. године у општини је живело 479 становника, а густина насељености је износила 28,0 становника/km². Општина се простире на површини од 17,11 km². Налази се на средњој надморској висини од 185 метара (максималној 196 m, а минималној 163 m).

## Демографија
| 1962. | 1968. | 1975. | 1982. | 1990. | 1999. | 2011. |
| ----- | ----- | ----- | ----- | ----- | ----- | ----- |
| 263   | 292   | 394   | 328   | 414   | 456   | 479   |

График промене броја становника у току последњих година